# سامح شکری
سامح شکری (انگلیسی: Sameh Shoukry؛ زادهٔ ۲۰ اکتبر ۱۹۵۲) دیپلمات مصری است، او در کابنیه ابراهیم محلب، نخستین کابینه مصر در زمان ریاست‌جمهوری عبدالفتاح سیسی، وزیر امور خارجه انتخاب شد. پیش از این سفیر مصر در آمریکا از تاریخ ۲۴ سپتامبر ۲۰۰۸ تا ۲۰۱۲ میلادی بود. او متأهل است و دو پسر دارد. وی لیسانس حقوق از دانشگاه عین الشمس اخذ کرده‌است.